# Piazza de' Rucellai
Piazza de' Rucellai è uno slargo del centro storico di Firenze, con accesso da via della Vigna Nuova e via del Purgatorio. Deve il nome alla famiglia Rucellai, che qui face costruire il celebre palazzo Rucellai e la sua loggia.

## Storia e descrizione

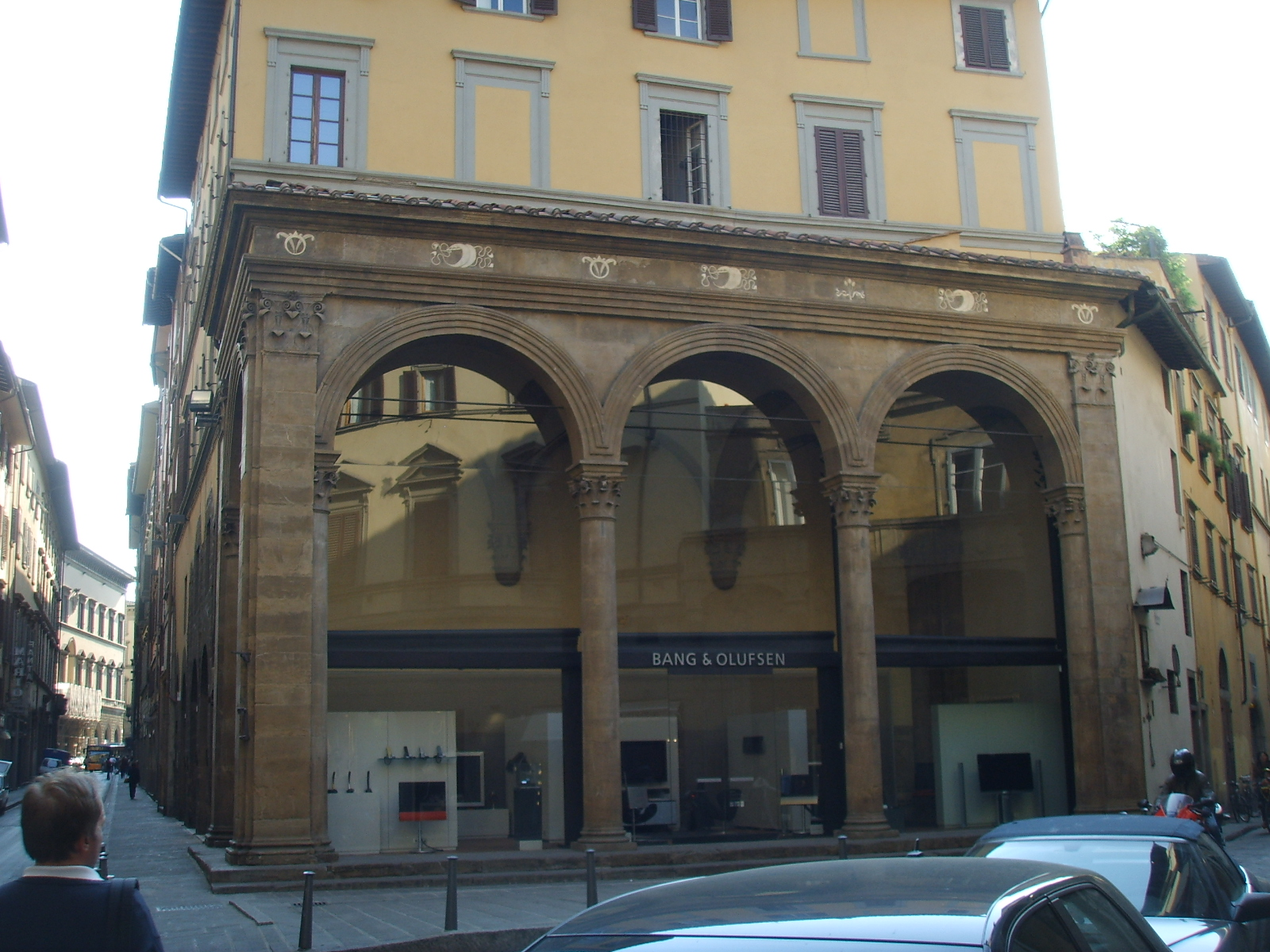
Loggia Rucellai

La denominazione attesta dunque come il luogo fosse stato scelto dalla potente famiglia Rucellai per la costruzione del proprio palazzo e della relativa loggia (posta ortogonalmente alla residenza), edifici che ancora segnano e nobilitano lo spazio, documentando un insieme che è da considerare tra i più alti raggiungimenti dell'architettura rinascimentale quattrocentesca, voluto dal mercante Giovanni Rucellai, progettato da Leon Battista Alberti e realizzato (per quanto concerno il palazzo) da Bernardo Rossellino. 
Al di là di tali presenze la piazza è stata nel tempo segnata da avvenimenti memorabili, sempre legati alle fortune della famiglia Rucellai, tra i quali lo sposalizio tra Bernardo Rucellai (figlio di Giovanni) e Nannina de' Medici (figlia di Piero de' Medici e sorella di Lorenzo il Magnifico), celebrato nel 1466 e ampiamente documentato nello Zibaldone scritto dallo stesso Giovanni Rucellai: «La qual festa si fece fuori di casa, in su un palchetto alto da terra un braccio e mezzo, di grandezza di braccia 1600 quadre incirca, che teneva tutta la piazzola, che è dirimpetto alla casa nostra e la loggia e la via della Vigna». Per l'occasione lo spazio fu ornato da "un bellissimo apparato di panni, d'arazzi, pancali e spalliere e con cielo di sopra per difesa del sole di panni turchini rovesci, adornato per tutto il detto cielo con ghirlande coperte di verzura e con rose nel mezzo delle ghirlande e con iscudi, la metà coll'arme de' Medici e la metà coll'arme de' Rucellai". 
La piazza, con le carreggiate pavimentate a lastrico e separate da una piazzola centrale sempre in pietra e di forma triangolare a riprendere la particolare conformazione dello slargo, è tuttora zona di intenso passaggio pedonale, anche per il suo collocarsi lungo la direttrice di via della Vigna Nuova, a forte vocazione commerciale. Per quanto detto lo spazio, in ragione delle architetture che lo perimetrano e delle vicende che lo hanno segnato nel tempo, è da considerarsi di eccezionale importanza storica e artistica. Tale importanza è però oggi mortificata dall'uso dello spazio come parcheggio di autoveicoli, che stentano a far percepire qui la presenza di una "piazza", intesa come luogo di incontro e scambio, ma assomiglia piuttosto a uno slargo alla confluenza tra due vie carrabili.